# The Quiet Girl
The Quiet Girl (An Cailín Ciúin) è un film del 2022 diretto da Colm Bairéad. 
La pellicola è l'adattamento cinematografico del romanzo Un'estate di Claire Keegan. Il film ha ottenuto una candidatura ai Premi Oscar 2023 come miglior film in lingua straniera, diventando la prima pellicola irlandese ad ottenere tale riconoscimento nella categoria.

## Trama
Cáit è una bambina di nove anni, che vive con i suoi genitori poveri e negligenti nell'Irlanda rurale. Nell'estate del 1981, con la madre di Cáit di nuovo incinta, i suoi genitori decidono di mandare la loro tranquilla figlia a vivere con la lontana cugina di mezza età Eibhlín Cinnsealach e suo marito Seán.

## Produzione
La pellicola è basata su Un'estate, romanzo del 2010 di Claire Keegan. Il film era originariamente intitolato Fanacht ("Attesa"). È stato girato a Dublino e nella contea di Meath.

## Distribuzione
Il film è stato presentato in anteprima al Festival internazionale del cinema di Berlino l'11 febbraio 2022, dove ha vinto un Crystal Bear dalla giuria internazionale di Generation Kplus per il miglior film e ha ricevuto una menzione speciale dalla giuria dei bambini. È stato anche proiettato al Dublin International Film Festival del 2022 il 23 febbraio e al Glasgow Film Festival nel marzo 2022.
È uscito in Irlanda il 12 maggio 2022. In italia è stato distribuito nelle sale da Officine UBU, a partire dal 16 febbraio 2023.

## Accoglienza

### Critica
Sull'aggregatore Rotten Tomatoes il film riceve il 98% delle recensioni professionali positive con un voto medio di 9,0 su 10 basato su 56 critiche, mentre su Metacritic ottiene un punteggio di 89 su 100 basato su 13 critiche.

## Riconoscimenti
- 2023 - Premio Oscar[10]
  - Candidatura per il miglior film in lingua straniera

- 2023 - British Academy Film Awards[11]
  - Candidatura per il miglior film britannico
  - Candidatura per la migliore sceneggiatura non originale a Colm Bairéad

- 2023 - Satellite Award[12]
  - Candidatura per il miglior film in lingua straniera

- 2022 - London Critics Circle Film Awards
  - Miglior film in lingua straniera